# Physetica caerulea
Physetica caerulea är en fjärilsart som beskrevs av Achille Guenée 1868. Physetica caerulea ingår i släktet Physetica och familjen nattflyn. Inga underarter finns listade i Catalogue of Life.